# Max Moszkowicz sr.
Max Moszkowicz sr. (Essen, 5 oktober 1926 – Lanaken, 27 januari 2022) was een Nederlands advocaat.

## Levensloop
Moszkowicz' Joodse ouders werden allebei in een deel van het huidige Polen geboren, dat indertijd onder Oostenrijks-Hongaarse heerschappij viel. Zijn vader, Abraham Moszkowicz (1902-1945), werd in Budziwój (Rzeszów) geboren, terwijl zijn moeder, Feiga Bluma Raab (1902-1942), in Tyczyn was geboren. 
Zijn ouders vluchtten voor pogroms naar Duitsland.
Moszkowicz werd in 1926 tijdens de Weimarrepubliek in Essen geboren. Moszkowicz had een jongere zus Helga (geb. 1930 te Essen)  en een jongere broer Joop (geb. 1940 te Maastricht). In 1933 vluchtten Moszkowicz' ouders uit angst voor het opkomend nationaalsocialisme naar Nederland en vestigden zich met hun gezin in Amby bij Maastricht.

### Deportatie en overleving
Al vrij snel na het begin van de Duitse bezetting van Nederland in 1940 begon ook daar de Jodenvervolging. Eerst werd het aan Nederlandse Joden en naar Nederland gevluchte Joden steeds moeilijker gemaakt op een normale wijze aan het maatschappelijk leven deel te nemen en in 1942 begon de deportatie van Joden en ook van Roma en Sinti naar de vernietigingskampen gestalte te krijgen.
In 1942 werd hiertoe als vertrekpunt nabij Kamp Westerbork in Drenthe een doorvoerkamp ingericht; ook bij Vught en Amersfoort verschenen Duitse concentratiekampen.
In 1942 werd het gezin Moszkowicz weggevoerd naar Auschwitz. Zijn moeder, zusje en broertje werden meteen vermoord. Max had nummer 65016 getatoeëerd gekregen op zijn linkerarm. Hij was een begenadigd bokser en overleefde door deel te nemen aan wekelijkse bokswedstrijden in het kamp. In januari 1945 versnelde de opmars van het Rode Leger van de Sovjet-Unie naar het westen. Op 27 januari 1945 zou het kamp worden bevrijd door een voorhoede van eenheden die Silezië binnenvielen.
Omdat Auschwitz ontmanteld moest worden voor de komst van de Russen, moesten vele gevangenen, onder wie Max, begin 1945 mee in de dodenmars naar het veel zuidelijker gelegen kamp Mauthausen in het huidige Oostenrijk. Daardoor raakten Max en zijn vader van elkaar gescheiden. Wegens administratieve wanorde werden de gevangenen in Mauthausen opnieuw geregistreerd. Max maakte van die gelegenheid gebruik zich te ontdoen van het stigma "Jood" en gaf zich uit voor de politiek gevangene en protestant Max Raab (Raab is de meisjesnaam van zijn moeder). Na korte tijd moest hij naar het nabij Mauthausen gelegen Melk, een 80 km oostelijker gelegen Aussenlager van Mauthausen. Na een kort verblijf daar moest hij naar Ebensee, eveneens een Aussenlager van Mauthausen dat weer 200 km westelijk lag. Hij maakte deel uit van waarschijnlijk het laatste transport daarheen, op 15 april 1945. Dat kamp was volgens het later gepubliceerde dagboek van Heinz Kounio, die ongeveer tegelijk met Max in dezelfde kampen verbleef, het gruwelijkste van allemaal. De vader van Max moest van Mauthausen direct naar Ebensee en werd na aankomst vermoord middels een dodelijke injectie. 
Max kwam terecht in een groep gevangenen die voorbestemd was gedood te worden als vergelding voor een ontsnapping van Russische gevangenen. Een SS-onderofficier verhinderde dat.
In een boekje deed Max verslag van de laatste uren voor de bevrijding van het kamp, in de middag van 6 mei 1945. Dat boekje heeft voor verschijnen tientallen jaren in de kluis van zijn advocatenkantoor gelegen.
Toen werd definitief duidelijk dat Max zijn uit het zicht verloren vader, moeder, broer en zus nooit meer zou terugzien. Zij werden vermoord in Duitse vernietigingskampen.
Hijzelf keerde 16 mei 1945 terug in Maastricht. Na zijn terugkeer uit Duitsland werd hij opgevangen door een katholiek gezin in Limburg.

### Advocatuur
Moszkowicz voltooide na de oorlog het gymnasium. Op 5 oktober 1948 huwde hij in Maastricht Maria Bertha (Berthe) Bessems (1925-2025), een lid van de familie die hem opgevangen had. Zij kregen vier zonen, David (1950-2022), Max jr. (1955), Robert (1953) en Bram (1960). Samen met zijn vrouw dreef hij een aantal lingeriewinkels in Maastricht. Het beviel hem niet echt en hij begon in 1954 een studie geneeskunde te Utrecht. Al snel verwisselde hij deze studie voor rechten aan de Katholieke Universiteit Nijmegen. Na zijn afstuderen vestigde hij zich als advocaat in Maastricht.
Zijn zonen studeerden eveneens rechten en gingen de advocatuur in voor de familiefirma, die na zijn pensionering geleid werd door de broers David en Max jr.
Moszkowicz werd een van de bekendste strafpleiters van Nederland. Hij is vaak geroemd om zijn retorische begaafdheid, vakkennis en pleidooien. "Going slowly, but with a heavy stick" was naar eigen zeggen zijn betoogstijl. Moszkowicz verdedigde bekende namen uit de Amsterdamse onderwereld, zoals de crimineel Klaas Bruinsma en in 1987 samen met zijn zoon Bram de Heineken-ontvoerders Cor van Hout en Willem Holleeder. Moszkowicz heeft wel aan kritiek blootgestaan omdat hij goed geld verdiende aan het verdedigen van harde misdadigers. Hij pareerde dit met de opmerking dat hij nooit de misdaad verdedigde, maar de mens.

#### Beroepsethiek
Moszkowicz verdedigde in principe elke verdachte burger. Als serieus advocaat ging hij uit van de onschuldpresumptie en als lijfspreuk voerde hij "echt intrinsiek slechte mensen bestaan niet". Hij maakte vanuit zijn persoonlijke achtergrond echter wel een uitzondering voor personen die verdacht worden van oorlogsmisdaden tijdens de Tweede Wereldoorlog. Naar eigen zeggen vloeide dit voort uit de afweging dat hij dan "wegens persoonlijke omstandigheden niet in staat zou kunnen zijn de best mogelijke verdediging van zo'n cliënt te garanderen". Een voorbeeld was Pieter Menten, die hij daarom weigerde te verdedigen.

### Nevenactiviteiten
Naast zijn activiteiten als advocaat en manager heeft Moszkowicz sr. onder het pseudoniem 'Mr. Raab' vele jaren lang een wekelijkse column in De Telegraaf geschreven. Hierin verhaalde hij over zijn belevenissen als advocaat. Op basis hiervan zijn boeken verschenen en is ook een televisieserie gemaakt. Zijn pseudoniem Raab was de meisjesnaam van zijn moeder Feiga Raab (1902-1942).
Moszkowicz  zat namens de VVD gedurende zestien jaar in de gemeenteraad van Maastricht. Van 1963 tot 1967 was hij lid van het hoofdbestuur van de partij.

### Latere levensloop
In 2004 kreeg Moszkowicz een beroerte, sindsdien woonde hij in het Belgische Hasselt.  Per 31 december 2012 was hij om gezondheidsredenen uitgeschreven als advocaat.
Moszkowicz overleed op 95-jarige leeftijd in zijn woonplaats in het Belgische Lanaken aan ouderdom. Hij is begraven op het joodse deel van de Algemene Begraafplaats aan de Tongerseweg in Maastricht. Zijn graf bevindt zich naast dat van de beeldhouwer Appie Drielsma.

## Televisie
- 1992 - Recht voor z'n raab (16 delen) Door Gerard Soeteman geschreven televisieserie, gebaseerd op gebeurtenissen uit de praktijk van Moszkowicz sr. Hij introduceerde zelf elke aflevering.